# Тактика салями
«Тактика салями» — стратегия, при которой большая цель подменяется последовательностью малых, промежуточных целей. С точки зрения теории игр, «тактика салями» представляет собой борьбу за ресурсы, при которой один из игроков не обладает всей полнотой информации.

## Описание стратегии
Выражение «тактика салями» является одной из форм обозначения ряда тождественных или близких понятий: «тактика эрозии», «лягушка в кипятке», «парадокс кучи», «серая зона», «постепенная эскалация», «раскачивание лодки» и т. п.
Стратегия может быть проиллюстрирована на следующем примере. В мясную лавку заглядывает человек и просит отрезать тонкий кусок колбасы попробовать. Мясник, надеясь заполучить покупателя, отрезает. Затем человек просит ещё кусочек, потом ещё и так далее, пока мясник не сообразит, что человек не собирается покупать колбасу. Соответственно, на каждом этапе, оба участника находятся в равновесии Нэша: изменение тактики не улучшает его положения.
Классическим примером в международной политике являются действия Германии в 1930-х годах. Немецкое правительство применяло последовательность малых, невоенных и квазивоенных шагов, в конечном счёте имеющих целью доминирование в Европе. Расчёт делался на то, что каждый отдельный шаг останется ниже порога военного реагирования европейских держав. Другим примером «тактики салями» обычно называется тактика Китая по расширению своей зоны влияния в Южно-Китайском море и постепенному вытеснению США и их союзников.
Во внутренней политике классическим примером является последовательное увеличение сроков и стоимости строительства, при котором общественное мнение приучается к мысли, что проект займёт дольше времени и будет стоить существенно дороже, чем было заявлено изначально.

## Происхождение термина
Иногда утверждается, что термин «тактика салями» был впервые употреблён в конце 1940-х годов Матьяшем Ракоши, лидером Венгерской коммунистической партии. В статье, опубликованной в печатном органе партии «Социальный Обзор» (венг. Szociális Szemle), он утверждал, что устранил политических конкурентов, «отрезая их слой за слоем, как салями». Однако, в той же статье он говорит о том, что на момент написания статьи термин уже существовал: «пошаговый подход… известный как „тактика салями“ и благодаря ему мы могли день за днём резать, резать реакционные силы, затаившиеся в Независимой партии мелких хозяев.» По мнению историка Нормана Стоуна, до Ракоши термин уже употреблялся лидером Венгерской партии независимости Золтаном Пфайффером, непримиримым антикоммунистом и противником Ракоши.

Ряд исследователей утверждает, что термин возник естественным образом, по аналогии с бакалейной лавкой:
Если вы попросите в магазине сразу дать вам бесплатную салями, вам, скорее всего, откажут. Но, допустим, вместо этого вы попросите бесплатный кусочек салями. Продавец, вероятно, решит, что бесплатный кусочек не имеет большого значения, поэтому его вам дадут. Затем вы просите ещё один кусок и ещё. Каждый раз продавец будет исходить из того, что дать немного бесплатно не нанесёт ему большого убытка. В конце концов, он скажет «нет», но к тому времени вы уже получили кусок бесплатной салями — больше, чем если бы вы попросили всё сразу.
Томас Шеллинг, лауреат Нобелевской премии по экономике, в своей книге «Оружие и влияние» писал, что
тактика салями, мы можем быть в этом уверены, была изобретена ребёнком […] Запрети ребёнку заходить в море, и он сядет на берегу и опустит в воду ноги — он ведь в море не зашёл; прими это, и он встанет на ноги — его присутствие в воде ведь не увеличилось. Потом он начнёт бродить вдоль берега. Пройдёт ещё немного времени и он зайдёт немного глубже, утверждая, что, поскольку он ходит взад и вперёд в среднем всё осталось как прежде. Очень скоро мы будем вынуждены просить его не заплывать слишком далеко, недоумевая что случилось с дисциплиной.

## Упоминания в массовой культуре
- Термин употребляется в популярном британском политико-юмористическом сериале «Да, господин премьер-министр!» (серия «Великий почин»)[13].